# Millen (Georgia)
Millen è una città degli Stati Uniti d'America, situata in Georgia, nella Contea di Jenkins, della quale è il capoluogo.